# Bristol 401
Les Bristol 401 Berline et Bristol 402 cabriolet sont de luxueuses voitures britanniques de sport, produites entre 1948 et 1953 par le constructeur anglais Bristol Cars, filiale de Bristol Aeroplane Company. Elles furent la succession de la Bristol 400 initiale.

## Conception
Bien que mécaniquement les 401 et 402 utilisent une version améliorée du moteur BMW M328 hémi-tête et de son arrangement inhabituel de deux tiges de commandes pour actionner les soupapes d'échappement (nécessitées par les chambres de combustion hémisphériques à soupapes opposées) utilisé dans la 400, le style fut une avance énorme sur celui d'avant-guerre. Il fut créé par le designer milanais, Carrozzeria Touring, et sa caractéristique la plus notable est que les poignées de porte ne sont pas exposées : pour ouvrir les portes le propriétaire appuie sur un bouton dans une rainure de la porte. La carrosserie était aussi plus spacieuse que la 400 et était une vraie cinq places.
L'avant des 401 et 402 est également assez distinctif avec leurs phares repoussés assez loin vers le centre de chaque côté de l'étroite calandre, qui ressemblait à celle d'une BMW, mais un peu moins que les 400. Ils étaient également profondément courbés de face: ceci, avec l'arrangement alors unique des poignées de porte, est supposé donner à le 401 un coefficient de traînée Cx de moins de 0.36 - concurrentiel même pour les normes actuelles - et remarquable pour l'époque.

## Châssis
Les 401 et 402 étaient équipées du châssis en tubes Superleggera mis au point et breveté par Touring, qui avait l'avantage de ne plus employer de bois et de ne pas compter sur les éléments de carrosserie pour la rigidité.

## Moteur
Le moteur était le même 2 litres à essence six cylindres en ligne que sur la 400, mais a été mis à niveau grâce à l'amélioration des carburateurs Solex pour augmenter la puissance de 5 ch à 85 ch, ce qui a amélioré la performance au-delà de ce qui fut réalisé par l'aérodynamique.

## Suspension et direction
La suspension indépendante à l'avant à l'aide d'un ressort à lame transversale et de triangles et l'essieu rigide à l'arrière utilisent les barres de torsion. La direction est à pignon et crémaillère. Les freins sont des Lockheed hydrauliques avec des tambours de 279 mm.

## Production
Bien que la production de la 401 à 611 exemplaires soit toujours la plus élevée de tous les modèles Bristol, la 402 est considérée comme l'une des voitures les plus rares de cette époque n'étant produits que 26 exemplaires de 1949 à 1950. Dans un récent sondage, 13 de ces voitures ont pu être recensées.

## Essai routier
Une berline testée par le magazine The Motor en 1952 avait une vitesse de pointe de 156,6 km/h et put accélérer de 0 à 97 km/h en 15,1 secondes. Une consommation de carburant de 13,6 L/100 km fut enregistrée. La voiture de l'essai coûtait 3 532 £ taxes comprises. En référence à cet essai sur route, dans un article ultérieur traitant des « voitures classiques », la revue résume la 401 comme « voiture moyenne offrant de très hauts standards de confort et de performance ».

Les 401
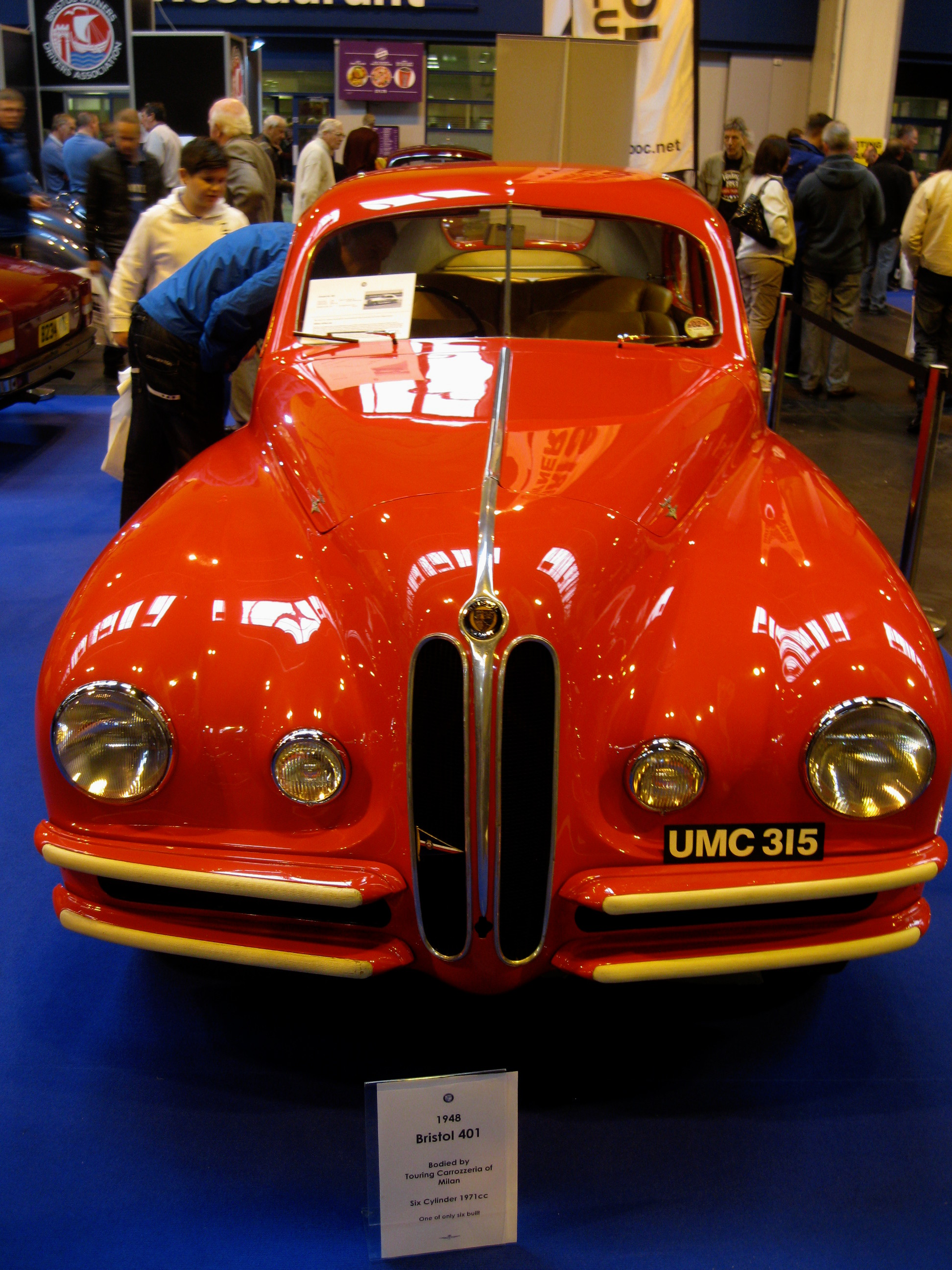
401 Touring Superleggera (1949)
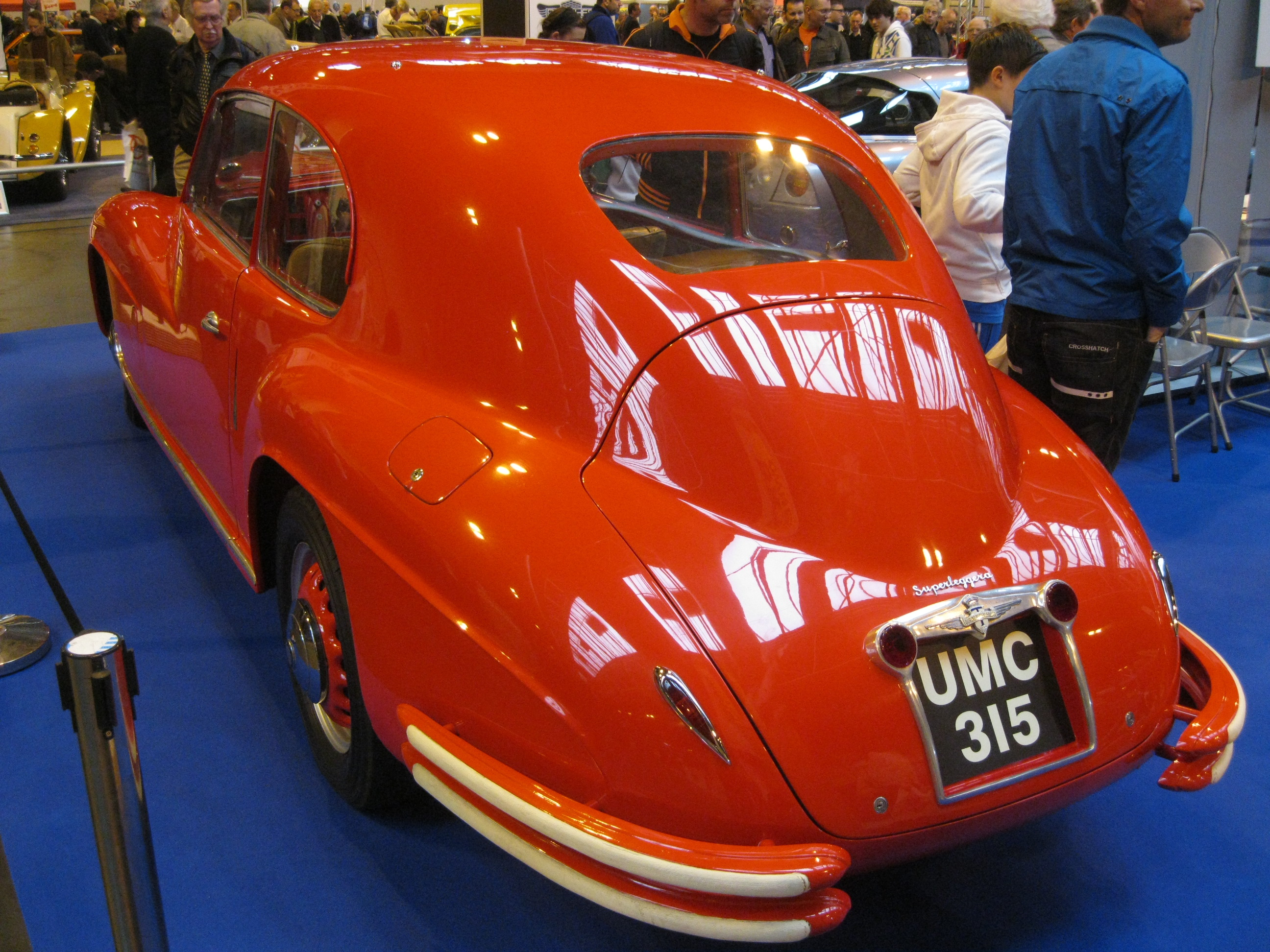
Vue arrière de la Superleggera
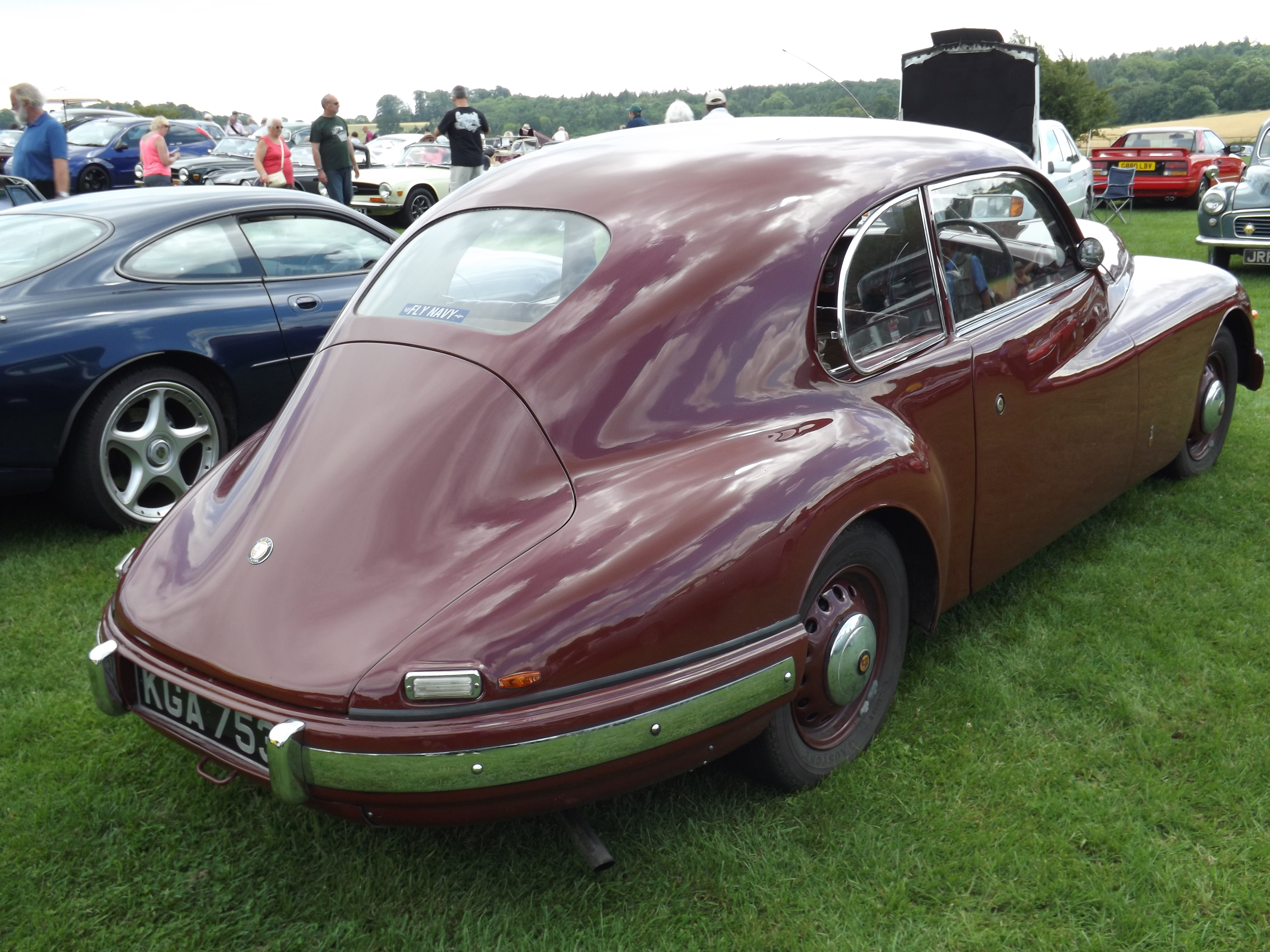
Vue arrière d'une 401 de 1950-52
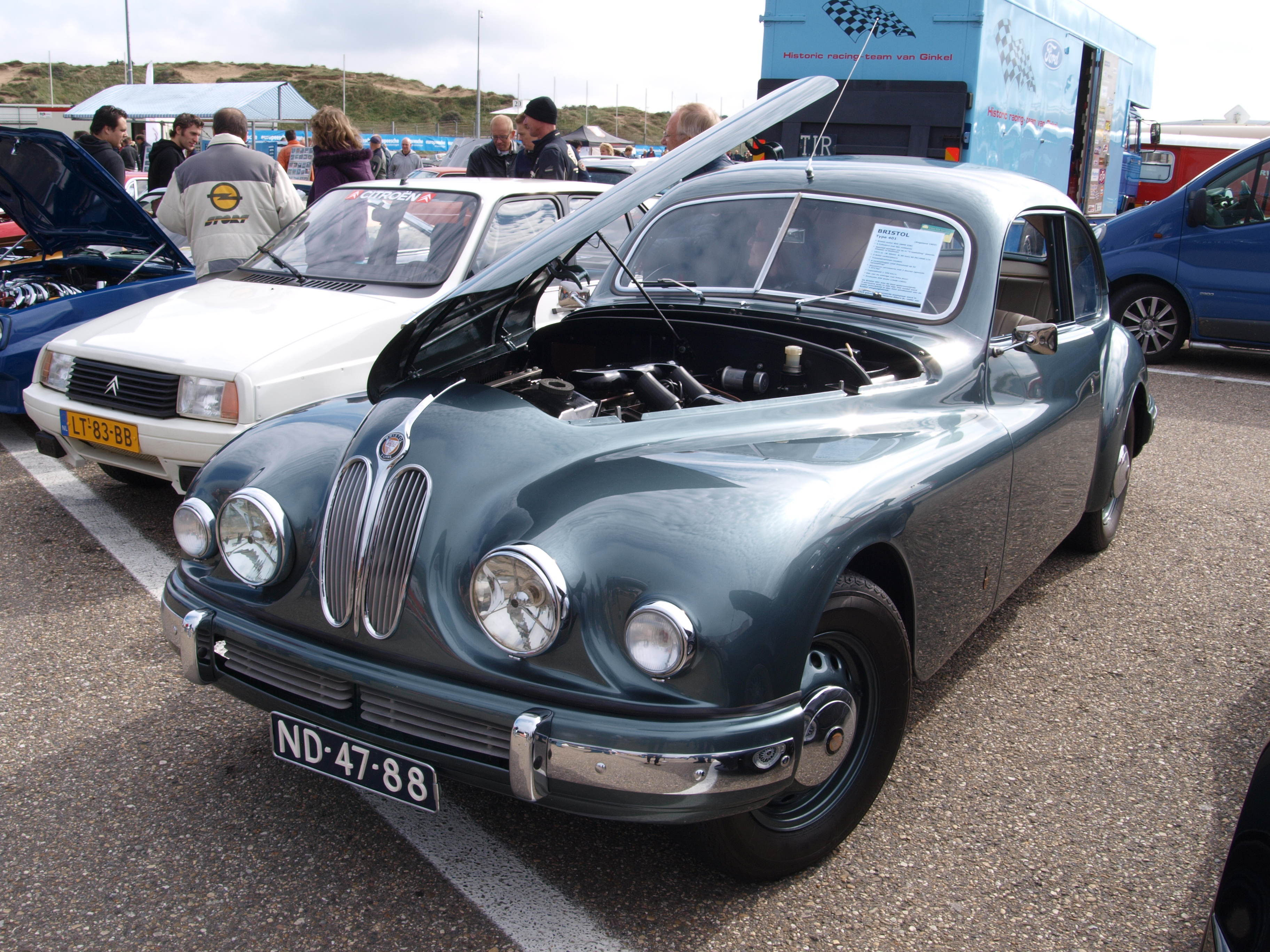
Capot ouvert

Les 402
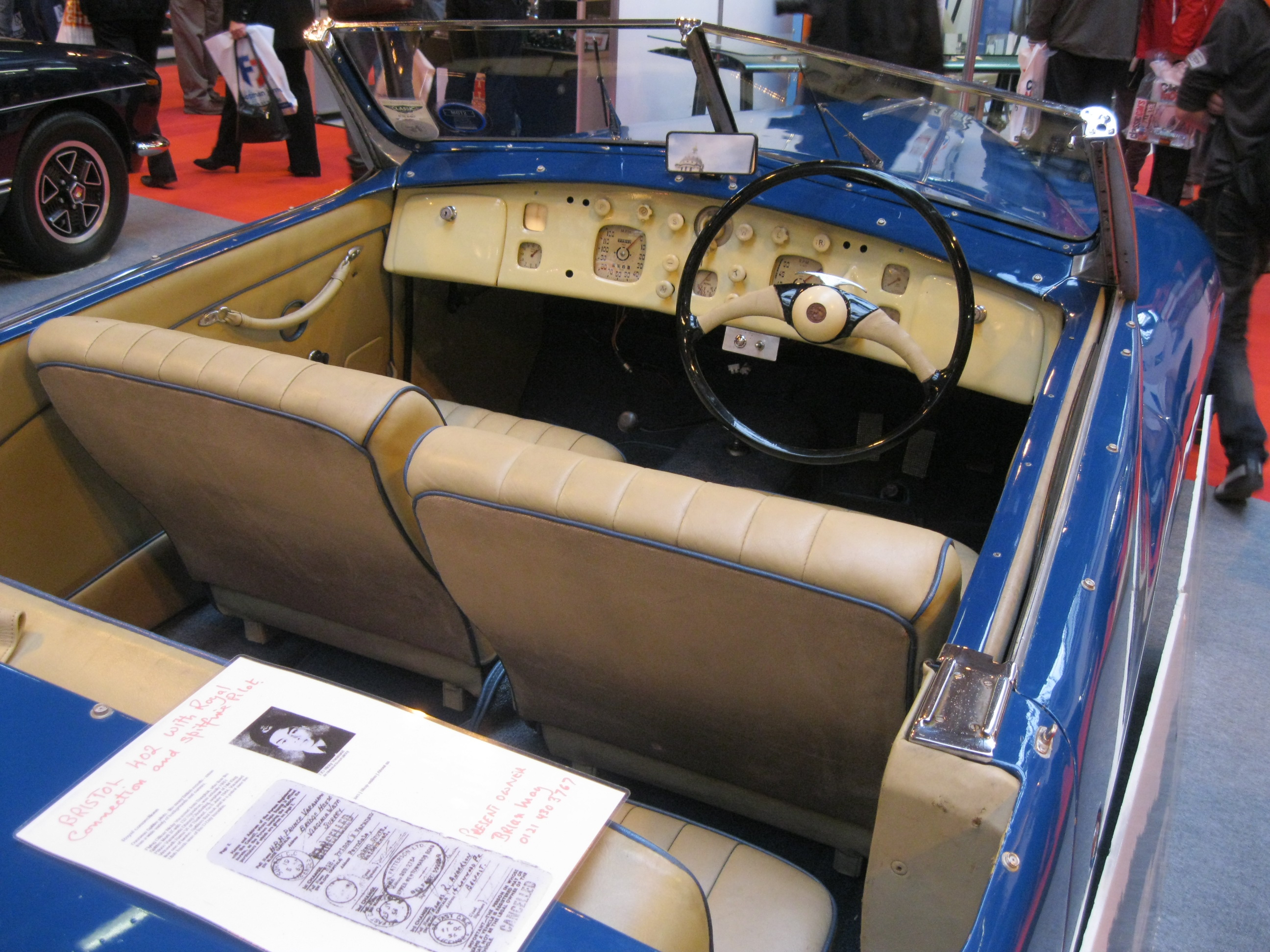
tableau de bord de la 402
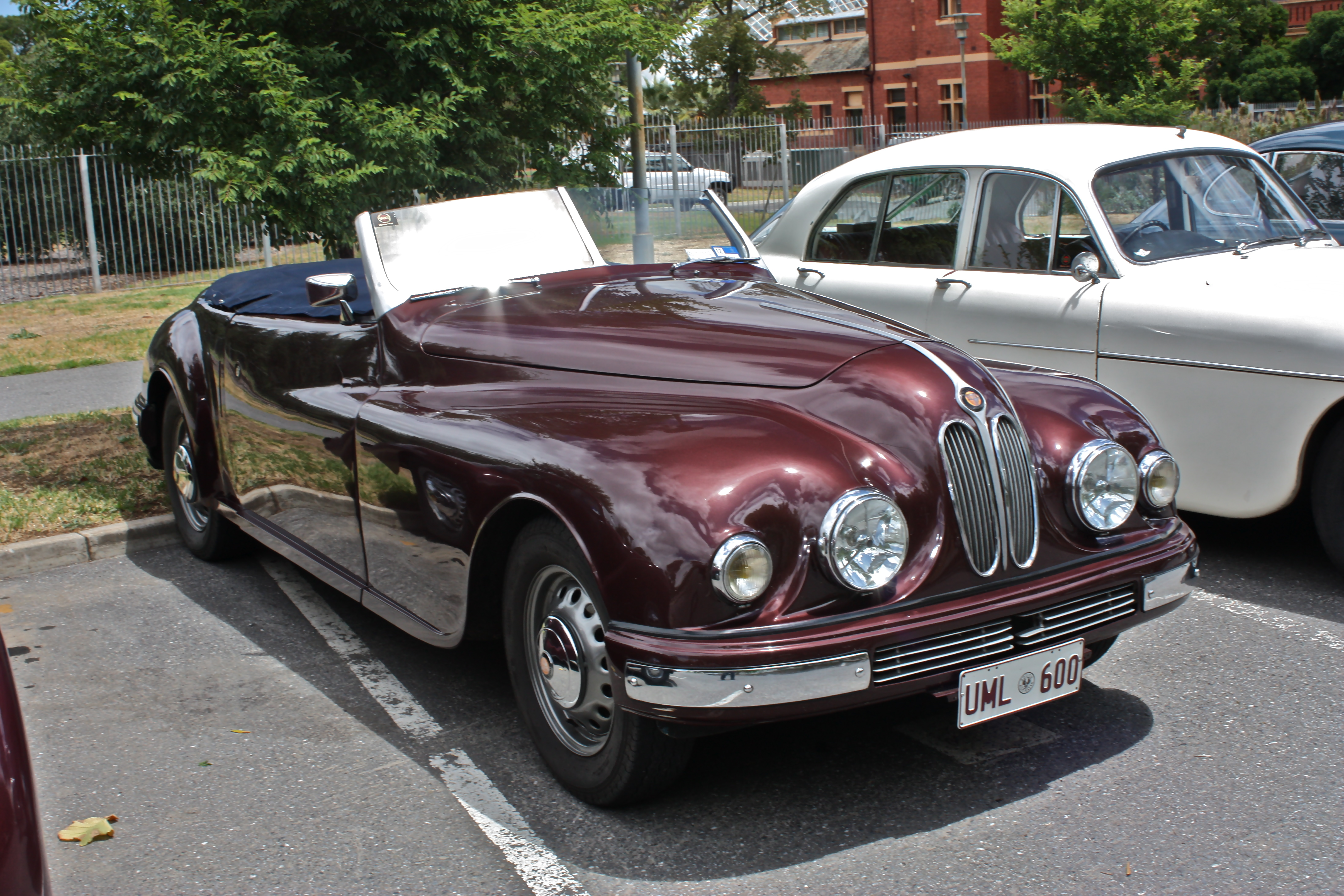
Bristol 402
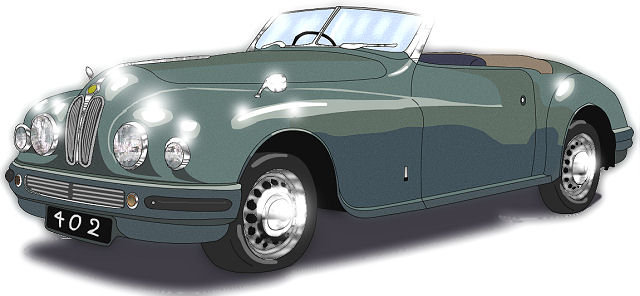
La peinture de la Bristol 402